# Forte de Gonçalo Velho
O Forte de Gonçalo Velho localizava-se na Vila Franca, atual concelho de Vila Franca do Campo, na costa sul da ilha de São Miguel, nos Açores.
Em posição dominante sobre este trecho do litoral, constituiu-se em uma fortificação destinada à defesa deste ancoradouro contra os ataques de piratas e corsários, outrora frequentes nesta região do oceano Atlântico.

## História
De acordo com REZENDES (2010), foi erguido no mesmo local do arruinado Forte da Forca ou de Forte de São Francisco de Vila Franca, em 1815. Dele subsistem apenas vestígios de uma das escarpas.

## Características
Os seus muros terão contado com vinte canhoneiras.